# Federico Martorell
Federico Martorell Rigo (*Rosario, Argentina, 26 de marzo de 1981) es un exfutbolista argentino. Jugó como defensa. Su último club fue Cobresal de la Primera División de Chile. Actualmente es asistente técnico en O'Higgins de la Primera División de Chile.

## Trayectoria
Se inició en Adiur y también jugó Baby fútbol con el Club Regatas de Rosario. De allí pasaría a las inferiores de Independiente y posteriormente llegaría a Newell´s.
Debutó en el 2003 con el dorsal 33 con Newell´s Old Boys.
Llega a mediados del 2006 al Coronel Bolognesi de Tacna ayudando a su equipo a clasificar a la Copa Sudamericana 2007 donde fue dirigido por Jorge Sampaoli.
Se proclamó campeón del Campeonato Chileno de Clausura 2015, jugando para Cobresal

## Clubes
| Club                  | País      | Año       | PJ | Goles |
| --------------------- | --------- | --------- | -- | ----- |
| Newell's Old Boys     | Argentina | 2003      | 1  | 0     |
| Atlético Tucumán      | Argentina | 2004-2005 | 52 | 6     |
| Platense              | Argentina | 2005-2006 | 21 | 1     |
| Coronel Bolognesi     | Perú      | 2006      | 25 | 3     |
| Universidad de Chile  | Chile     | 2007      | 17 | 0     |
| O'Higgins             | Chile     | 2008      | 27 | 1     |
| Thrasyvoulos          | Grecia    | 2009      | 14 | 3     |
| Levadiakos            | Grecia    | 2009      | 14 | 0     |
| Apollon Limassol      | Chipre    | 2010-2011 | 1  | 0     |
| Ermis Aradippou       | Chipre    | 2011      | 10 | 0     |
| Deportivo Táchira     | Venezuela | 2011-2012 | 18 | 1     |
| Instituto de Córdoba  | Argentina | 2012-2013 | 14 | 1     |
| Sportivo Belgrano     | Argentina | 2013-2014 | 16 | 1     |
| Santamarina de Tandil | Argentina | 2014      | 15 | 0     |
| Cobresal              | Chile     | 2015      | 11 | 1     |
| San Luis              | Chile     | 2015-2016 | 21 | 1     |
| Cobresal              | Chile     | 2016-2017 | 21 | 0     |

## Palmarés

### Campeonatos nacionales
| Título           | Club     | País  | Año    |
| ---------------- | -------- | ----- | ------ |
| Primera División | Cobresal | Chile | 2015-C |